# Fazenda Carioca
A Fazenda Carioca está localizada no primeiro distrito de Paraíba do Sul, próximo à Estrada Municipal de Passagem. Foi construída no final do século XIX e dedicada inicialmente às atividades cafeeiras, que foram substituídas posteriormente às atividades pecuárias.
A fazenda faz divisa com as fazendas Nossa Senhora do Perpétuo Socorro, Retiro, Recato e com as terras do Sr. Olimpio Inácio Alves.

## História
Consta na 1ª Escritura de Compra, Venda e Quitação(de 1902), que a Fazenda Carioca foi construída por volta de 1850 por João Jacintho do Couto. Tinha 130 alqueires de terras, com paióis, cocheiras, máquinas para o preparo do café, fabricação da farinha e de aguardentes além de moinhos para fubá. Em seus primeiros cinquenta anos, a principal fonte de receita foi o cultivo de café, apesar de possuir também plantações de cana-de-açúcar e milho. Empregava a mão-de-obra escrava tanto na lavoura quanto nos serviços da casa. Com o falecimento do Sr. Jacintho do Couto e de sua mulher, a propriedade foi passada à seus herdeiros, que em 1902 a vendeu para o Sr. Adrião Alves Bibiano. Este transferiu sua residência do Rio de Janeiro para lá e dedicou a fazenda na fabricação de aguardente e à criação de gado bovino.
Durante este período, o novo proprietário ampliou o tamanho da fazenda, adquirindo alqueires das fazendas próximas e chegando a 225,5 alqueires de terras, dedicados aos pastos e lavouras de cana-de-açúcar, milho e café. Com relação à casa sede, esta permaneceu igual e somente em 1915, consta a construção de um compartimento para a fabricação de manteiga nos arredores da casa.
Em 1919, a fazenda muda de proprietário novamente, passando a pertencer ao Sr. Manoel Augusto de Almeida. Ele também adquire mais terras, adicionando 38 alqueires e a área da fazenda passa a ser composta de 263 alqueires. É durante este período que a fazenda dá ênfase à pecuária, devido ao enfraquecimento agrícola do café e também testemunha o crescimento da pequena fábrica de manteiga, que eram transportadas para o Rio de Janeiro e vendidas por Silvestre Ribeiro & Cia. A fazenda era reconhecida pela qualidade de sua aguardente, vendida nos municípios vizinhos e pela qualidade de sua manteiga, que garantiu ao Sr. Manoel um "Grande Diploma de Honra" pelo Instituto Agrícola Brasileiro na Primeira Exposição Nacional de Leite e Derivados(1925).
Após sua morte, a propriedade foi dividida entre seus dez herdeiros. Em 1928, uma das herdeiras juntamente com o seu marido chegaram a recuperar algumas das terras dos outros herdeiros, porém já as lavouras, a fábrica de manteiga e aguardente não funcionavam como antigamente. Em 1976, a Fazenda Carioca pertencia ao Sr. José Salles Figueiredo e estava reduzida a 84 alqueires de terras.

## Arquitetura
As construções da época das atividades cafeeiras já não existem mais, sobraram apenas vestígios, como embasamentos de pedra e canaletas. Atualmente é possível testemunhar somente as construções de apoio à pecuária leiteira, atual atividade produtiva da fazenda.
A casa sede, de um único pavimento, engloba cerca de 500 m², em forma de uma planta retangular, com varanda fechada, capela, sala, quatro quartos, sala de almoço aberta, cozinha, e banheiros (provavelmente incluídos em reformas posteriores). A varanda fechada serve de circulação interna, dando acesso aos quatro quartos, à um pequeno hall para a cozinha e também funciona como a nave da capela. A entrada da capela é feita por um portal em arco de madeira e capitéis dóricos. Já o altar é emoldurado por duas colunas com capitéis jônicos e acima à imagem de Cristo, está o “Olho que Tudo Vê”, cercado por raios de luz e dentro de um triângulo, que significa o olho de Deus observando a humanidade. Atualmente o altar possui cores fortes, porém em fotografias antigas, possuía tons mais neutros.
As paredes internas são de cor branca com janelas de madeira e vidro, no modelo guilhotina, pintadas de azul assim como as portas de madeiras. O forro de madeira da sala diferencia-se por possuir a parte central mais alta e as laterais inclinadas. O assoalho de madeira com suas larguras variadas parecem ser original, desgastado pelo tempo. O telhado ainda possui as telhas originais na sua maior parte.